# H. C. Erik Midelfort

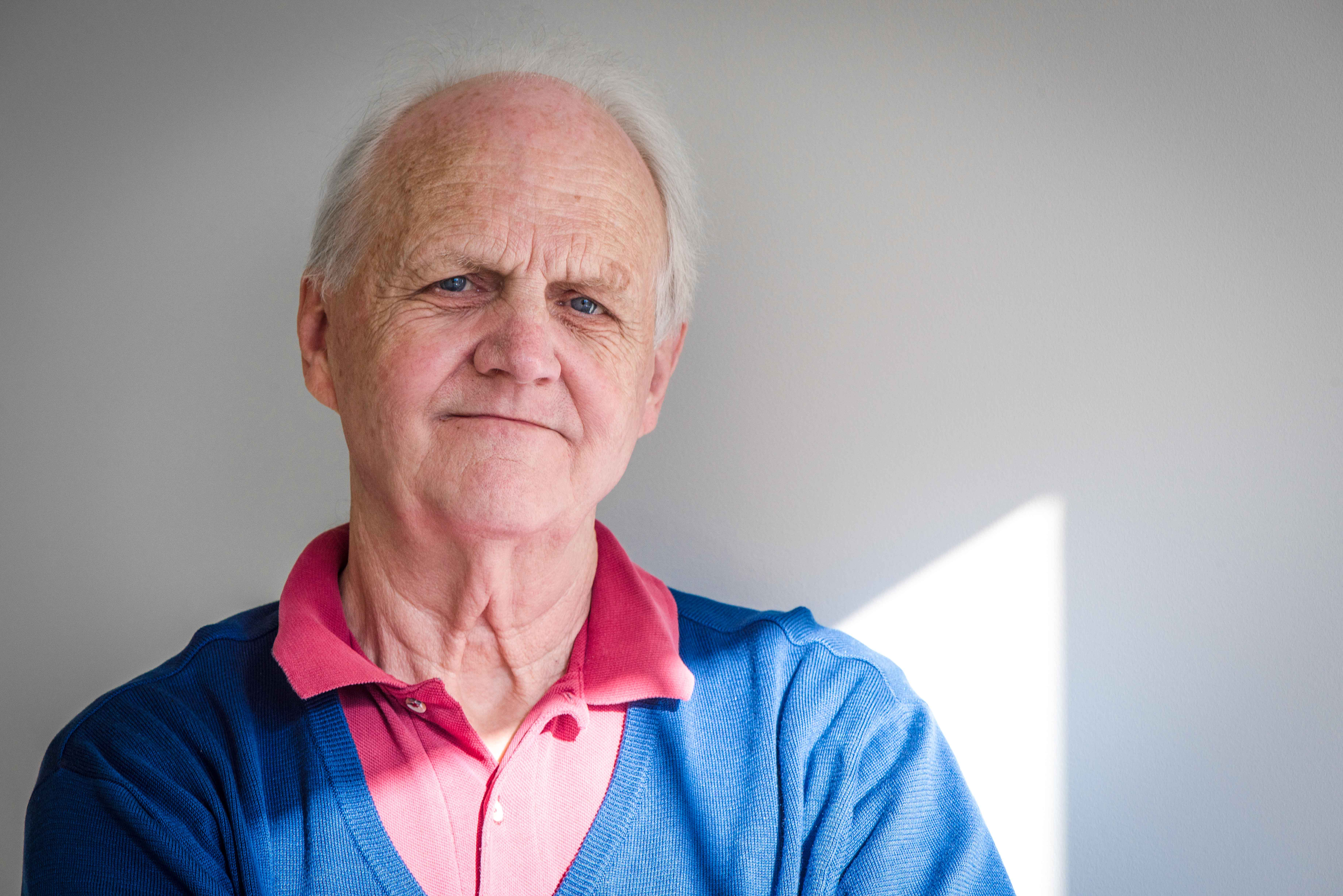
H. C. Erik Midelfort, 2015.

Hans Christian Erik Midelfort (* 17. April 1942 in Eau Claire, Wisconsin) ist ein amerikanischer Frühneuzeit-Historiker der University of Virginia, der sich vor allem mit der Geschichte des Heiligen Römischen Reiches im 16. und 17. Jahrhundert, der Reformation und christlichen Religionsgeschichte in Mitteleuropa und dabei mit kulturgeschichtlichen Themen wie Hexenverfolgung, Magie und der Geschichte des Wahnsinns beschäftigt.

## Leben
Midelfort begann sein Studium an der Yale University und schloss dort 1964 mit dem B. A. ab. Er blieb dort einige Jahre und arbeitete unter anderem mit Jaroslav Pelikan, Claus Peter Clasen, J. H. Hexter und Edmund S. Morgan zusammen. Er promovierte im Jahre 1970. Sein erstes Buch Witch Hunting in Southwestern Germany, 1562–1684: The Social and Intellectual Foundations erhielt den Gustav-O.-Arlt-Award des National Endowment for the Humanities.
Neben den Arbeiten zur Hexerei wurde er mit Studien wie Mad Princes in Renaissance Germany (1994, deutsch Verrückte Hoheit) oder 1997 A History of Madness in Sixteenth-Century Germany bekannt. Er erhielt zweimal den Roland-Bainton-Preis für das historische Buch des Jahres und einmal den Ralph-Waldo-Emerson-Award von Phi Beta Kappa. 
In Deutschland wurde er unter anderem mit einer Festschrift geehrt, die unter dem Titel Wider alle Hexerei und Teufelswerk: Die europäische Hexenverfolgung und ihre Auswirkungen auf Südwestdeutschland Sönke Lorenz und Jürgen Michael Schmidt herausgaben. 2008 folgte eine zweite Festschrift Ideas and Cultural Margins in Early Modern Germany, von Marjorie Elizabeth Plummer und Robin Barnes herausgegeben.
Nach einer letzten Vorlesung zum Magischen und der Moderne zog er sich 2008 aus dem Universitätsleben zurück. Im Frühjahr 2011 war er als Ellen-Maria-Gorrison-Fellow an der American Academy in Berlin.
Auch mit vielfältigen Übersetzungen von Sekundärliteratur und Quellen hat er die deutsch-amerikanische historische Forschungszusammenarbeit wesentlich beflügelt. Er war Gastdozent an den Universitäten in Stanford, Yale, Bern, Stuttgart, Harvard und Oxford.

## Veröffentlichungen (Auswahl)

### Monographien
- Exorcism and Enlightenment: Johann Joseph Gassner and the Demons of 18th-Century Germany. Yale University Press, 2005.
- A History of Madness in Sixteenth-Century Germany. Stanford University Press, Stanford 1999.
- Mad Princes of Renaissance Germany. University Press of Virginia, 1994.
- Witch Hunting in Southwestern Germany, 1562–1684: The Social and Intellectual Foundations. Stanford University Press, 1972.

### Herausgabe und Übersetzungen
- Herausgabe mit Jonathan Dewald u. a.: Europe: 1450–1789. Encyclopedia of the Early Modern World. 6 Bde. Charles Scribner’s Sons, 2003.
- Übersetzung von Wolfgang Behringer: Shaman of Oberstdorf: Conrad Stoechkhlin and the Phantoms of the Night. University of Virginia Press, 1998.
- Übersetzung mit Benjamin Kohl, von Johann Weyer: On Witchraft. Pegasus Press, 1998.
- Übersetzung mit Thomas A. Brady, Jr. von Peter Blickle: The Revolution of 1525. Johns Hopkins University Press, 1981.
- Übersetzung mit Mark U. Edwards von Bernd Moeller: Imperial Cities and the Reformation. Three Essays. Fortress Press, 1972.
- Mitherausgabe der Serie Hexenforschung zusammen mit Dieter R. Bauer, Wolfgang Behringer, Heide Dienst, Sönke Lorenz, Wolfgang Schild und dem Institut für geschichtliche Landeskunde und Historische Hilfswissenschaften der Universität Tübingen.
- Herausgabe der Studies in Early Modern German History, University of Virginia Press.

### Artikel
- Melancholische Eiszeit? In: Wolfgang Behringer, Hartmut Lehmann, Christian Pfister (Hrsg.): Kulturelle Konsequenzen der ‘Kleinen Eiszeit’. Vandenhoeck & Ruprecht, Göttingen 2005, S. 239–254.
- Natur und Besessenheit: Natürliche Erklärungen für Besessenheit von der Melancholie bis zum Magnetismus. In: Hans de Waardt u. a. (Hrsg.): Dämonische Besessenheit. Zur Interpretation eines kulturhistorischen Phänomens. Verlag für Regionalgeschichte, Bielefeld 2005, S. 73–88.
- Charcot, Freud and the Demons. In: Kathryn A. Edwards (Hrsg.): Werewolves, Witches, and Wandering Spirits. Traditional Belief & Folklore in Early Modern Europe. Kirksville 2002, S. 199–215.
- Madness and the Millennium of Münster, 1534–1535. In: C. Kleinhenz, F. J. Lemoine (Hrsg.): Fearful Hope. Madison 1999, S. 115–134.
- Religious Melancholy and Suicide: On the Reformation Origins of a Sociological Stereotype. In: Madness, Melancholy and the Limits of the Self (= Graven Images. Bd. 3). 1996, S. 41–56.
- Selbstmord im Urteil von Reformation und Gegenreformation. In: Wolfgang Reinhard, Heinz Schilling (Hrsg.): Die katholische Konfessionalisierung. Gütersloher Verlagshaus, Gütersloh 1995, S. 296–310.
- Geisteskranke Fürsten im 16. Jahrhundert: Von der Absetzung zur Behandlung. In: Jahrbuch des Instituts für Geschichte der Medizin der Robert-Bosch-Stiftung. Bd. 7, 1990, S. 25–40.
- Adeliges Landleben und die Legitimationskrise des deutschen Adels im 16. Jahrhundert. In: Georg Schmidt (Hrsg.): Stände und Gesellschaft im alten Reich. Stuttgart 1989, S. 245–264.

| Personendaten    | Personendaten                                             |
| ---------------- | --------------------------------------------------------- |
| NAME             | Midelfort, H. C. Erik                                     |
| ALTERNATIVNAMEN  | Midelfort, Hans Christian Erik (vollständiger Name)       |
| KURZBESCHREIBUNG | US-amerikanischer Historiker und Religionswissenschaftler |
| GEBURTSDATUM     | 17. April 1942                                            |
| GEBURTSORT       | Eau Claire (Wisconsin)                                    |